# Protagonistas de la fama
Protagonistas de la fama fue un reality show chileno emitido desde el 6 de enero hasta el 8 de abril de 2003 por Canal 13. Es la primera de dos versiones de Protagonistas que se realizaron durante el año: Protagonistas de la fama (que se hizo de enero a abril) y Protagonistas de la música (junio a septiembre). Ambas versiones fueron producidas por Nicolás Quesille y conducidas por Sergio Lagos. 
El programa presentaba a 14 jóvenes, todos aspirantes a actores y actrices, que buscaban una oportunidad en la televisión, encerrados en una casa-estudio y vigilados las 24 horas; estos realizaban diversas pruebas en sus habilidades para llegar una final, cuyo premio sería una contrato para trabajar en el área dramática del canal. Es el primer reality show de la televisión chilena, que con el paso de las semanas, se transformó en un fenómeno de audiencia y haciendo a sus participantes conocidos de la noche a la mañana.

## Formato
14 jóvenes, entre 18 y 27 años, entraron a una casa-estudio, donde serían filmados durante las 24 horas del día realizando sus actividades cotidianas. El premio final: un automóvil y un contrato para participar en una telenovela producida por el canal. Durante 3 meses, los jóvenes fueron sometidos a un estricto sistema de clases de actuación diariamente. El día jueves se transmitía la Prueba de talento, donde los jóvenes presentaban representaciones teatrales a un jurado que calificaba a los estudiantes. Aquel que obtuviera la mejor nota (de 1 a 7) sería el Protegido, y quien tuviera la peor, el Amenazado por talento. Posteriormente, se realizaba un encuentro con todos los miembros de la casa-estudio y se realizaba una sesión denominada Cara a cara, en el cual cada participante debía nominar a uno de sus compañeros (a excepción del protegido y del amenazado por talento) para abandonar la casa estudio. Aquel que recibiera más votos, sería el Amenazado por convivencia.
Durante el fin de semana, a través de votación popular (llamadas telefónicas), el público elegiría al Eliminado de la semana entre el Amenazado por Talento y el Amenazado por Convivencia.
A mediados del programa, por votación popular, reingresaron dos participantes anteriormente eliminados (un hombre y una mujer).
| Participante | Porcentaje | Resolución   |
| ------------ | ---------- | ------------ |
| Juan Ignacio | 39,64%     | Reingresa    |
| Francesca    | 39,22%     | Reingresa    |
| Consuelo     | 9,07%      | No reingresa |
| Carlalí      | 7,44%      | No reingresa |
| Juan José    | 4,63%      | No reingresa |

## Participantes
| Participante        | Edad | Resultado final                               | Resultado anterior |
| ------------------- | ---- | --------------------------------------------- | ------------------ |
| Alvaro Ballero      | 20   | Hombre Ganador de Protagonistas de la fama    |                    |
| Catalina Bono       | 19   | Mujer Ganadora de Protagonistas de la fama    |                    |
| Óscar Garcés        | 22   | 2.º Lugar Hombres de Protagonistas de la fama |                    |
| Aline Blanc         | 22   | 2.º Lugar Mujeres de Protagonistas de la fama |                    |
| Gerardo del Lago    | 25   | 12.° eliminado                                |                    |
| Elizabeth Hernández | 21   | 11.ª eliminada                                |                    |
| Francesca Rojas     | 23   | 10.ª eliminada                                | 5.ª eliminada      |
| Francisco Moller    | 22   | 9.° eliminado                                 |                    |
| Jorge Olivares      | 20   | 8.° eliminado                                 |                    |
| Juan Ignacio Reyes  | 22   | 7.° eliminado                                 | 2.° eliminado      |
| Janis Pope          | 18   | 6.ª eliminada                                 |                    |
| Consuelo Inostroza  | 19   | 4.ª eliminada                                 |                    |
| Juan José Alvear    | 19   | 3.° eliminado                                 |                    |
| Carlalí Villalba    | 22   | 1.ª eliminada                                 |                    |

## Profesores
- Fernando Gallardo
- Vasco Moulian
- Ángel Torrez
- Ricardo Álvarez
- Sandra Reyes

## Tabla de eliminación
| #  | Nombre              | 1         | 2         | 3         | 4         | 5         | 6       | 6         | 7         | 8         | 9         | 10        | 11       | 12       | Final  |
| -- | ------------------- | --------- | --------- | --------- | --------- | --------- | ------- | --------- | --------- | --------- | --------- | --------- | -------- | -------- | ------ |
| 1  | Catalina Bono       | Continúa  | Continúa  | Protegido | Protegido | Protegido | N/A     | Continúa  | Protegido | Continúa  | Continúa  | Continúa  | Continúa | Inmune   | 55,67% |
| 1  | Álvaro Ballero      | 43,30%    | Continúa  | Continúa  | Continúa  | Continúa  | N/A     | Continúa  | Continúa  | 48,33%    | Continúa  | Continúa  | Continúa | 41,43%   | 53,79% |
| 2  | Oscar Garcés        | Continúa  | Continúa  | Continúa  | Continúa  | Continúa  | N/A     | Protegido | Continúa  | Continúa  | Continúa  | Protegido | Continúa | Continúa | 46,21% |
| 2  | Aline Blanc         | Continúa  | Continúa  | Continúa  | Continúa  | Continúa  | N/A     | Continúa  | Continúa  | Continúa  | Continúa  | 33,45%    | 35%      | Inmune   | 44,33% |
| 5  | Gerardo del Lago    | Continúa  | Continúa  | Continúa  | Continúa  | Continúa  | N/A     | Continúa  | Continúa  | Protegido | Protegido | Continúa  | Continúa | 58,57%   |        |
| 6  | Elizabeth Hernández | Continúa  | Protegido | Continúa  | Continúa  | 42%       | N/A     | Continúa  | Continúa  | Continúa  | 45,51%    | Continúa  | 65%      |          |        |
| 7  | Francesca Rojas     | Continúa  | Continúa  | Continúa  | Continúa  | 58%       | 39,22 % | Continúa  | 46,17%    | Continúa  | Continúa  | 66,55%    |          |          |        |
| 8  | Francisco Moller    | Continúa  | Continúa  | Continúa  | Continúa  | Continúa  | N/A     | 45,69%    | Continúa  | Continúa  | 54,49%    |           |          |          |        |
| 9  | Jorge Olivares      | Protegido | Continúa  | 33,40%    | 38,96%    | Continúa  | N/A     | Continúa  | Continúa  | 51,77%    |           |           |          |          |        |
| 10 | Juan Ignacio Reyes  | Continúa  | 50,16%    |           |           |           | 39,64%  | Continúa  | 53,83%    |           |           |           |          |          |        |
| 11 | Janis Pope          | Continúa  | 49,84%    | Continúa  | Continúa  | Continúa  | N/A     | 54,31%    |           |           |           |           |          |          |        |
| 12 | Consuelo Inostroza  | Continúa  | Continúa  | Continúa  | 61,04%    |           | 9,07%   |           |           |           |           |           |          |          |        |
| 13 | Juan José Alvear    | Continúa  | Continúa  | 66,60%    |           |           | 4,63%   |           |           |           |           |           |          |          |        |
| 14 | Carlalí Villalba    | 56,70%    |           |           |           |           | 7,44%   |           |           |           |           |           |          |          |        |

## Pruebas de talento y amenazados
|    | Prueba de talento             | Protegido | Amenazado por talento | Amenazado por convivencia | Eliminado    | %      |
| -- | ----------------------------- | --------- | --------------------- | ------------------------- | ------------ | ------ |
| 1  | Cerro Alegre                  | Jorge     | Álvaro                | Carlalí                   | Carlalí      | 56,70% |
| 2  | Tres noches de un sábado      | Elizabeth | Juan Ignacio          | Janis                     | Juan Ignacio | 50,16% |
| 3  | Teatro del absurdo            | Catalina  | Juan José             | Jorge                     | Juan José    | 66,60% |
| 4  | Fácil de amar                 | Catalina  | Consuelo              | Jorge                     | Consuelo     | 61,04% |
| 5  | A chorus line                 | Catalina  | Francesca             | Elizabeth                 | Francesca    | 58,00% |
| 6  | La remolienda                 | Óscar     | Francisco             | Janis                     | Janis        | 54,31% |
| 7  | Comedia                       | Catalina  | Francesca             | Juan Ignacio              | Juan Ignacio | 53,83% |
| 8  | Adrenalina                    | Gerardo   | Álvaro                | Jorge                     | Jorge        | 51,77% |
| 9  | Fiebre de sábado por la noche | Gerardo   | Francisco             | Elizabeth                 | Francisco    | 54,49% |
| 10 | Romeo y Julieta               | Oscar     | Francesca             | Aline                     | Francesca    | 66,55% |
| 11 | El derrumbe                   |           | Elizabeth             | Aline                     | Elizabeth    | 65,00% |
| 12 | El Burgués gentilhombre       |           | Álvaro                | Gerardo                   | Gerardo      | 58,57% |

## Éxito y resultados
El programa, sumado a la exitosa telenovela Machos, revivió a Canal 13, que se encontraba en una crisis económica. Los capítulos, transmitidos a las 23.30, batían récords de sintonía, en un horario prácticamente olvidado para los canales de televisión. Los martes (eliminación) y viernes ("cara a cara"), transmitidos a las 22.00 (horario prime) superaban los 40 puntos de sintonía.
Una serie de programas anexos fueron realizados: Encuentros cercanos, conducido por Sergio Lagos, se transmitía tras el capítulo del martes y en él se recibía al eliminado. Amenaza Real, transmitida el viernes a las 23.00 y conducida por el propio Lagos, analizaba el capítulo anterior y la votación popular para elegir al eliminado y Protagonistas de la Fama en Bruto, transmitido durante la tarde y que mostraba situaciones sin edición (al contrario de la edición central).
El éxito del reality se extendió a todos los ámbitos de la vida chilena. El principal tema de conversación eran las peleas entre los participantes, las confabulaciones en las votaciones de convivencia y las relaciones amorosas dentro de la casa-estudio. Los diarios titulaban con los últimos acontecimientos del programa, e incluso el Festival de Viña del Mar 2003 fue influido por el efecto-reality, presentando un video durante la transmisión en el que se veía a los participantes cantando el tema central del programa: "La Meta Final" del grupo Polémika-Miró. 
El martes 8 de abril se realizó en directo, la final del programa.Con los finalistas saliendo del encierro por primera vez y con una sintonía record de 47 puntos promedio y peak de 62, se definieron a 2 ganadores, cuyos resultados fueron los siguientes:
Votación femenina:
- Catalina Bono: 55,67%
- Aline Blanc: 44,33%

Votación masculina:
- Álvaro Ballero: 53,79%
- Óscar Garcés: 46,21%[8]

Álvaro, sin embargo, renunció al contrato y se lo cedió a Óscar, que participó en un pequeño papel en la telenovela Machos. Fue sin duda el más popular tras el encierro y firmó un contrato publicitario con Telefónica CTC Chile por más de 120 millones de pesos, popularizando en los comerciales que grabó para la compañía la frase Yo amo a Ballero. Sin embargo, su fama pronto terminó por decaer, al igual que la mayoría de sus compañeros de reality.
Catalina participó en la telenovela Hippie con un papel secundario, y luego en un protagónico en la telenovela Quiero. Logró sacar un disco homónimo y cantó la canción principal de Protagonistas de la música.